# Корибанти
Корибантите (на старогръцки: Κορύβαντες) в древногръцката митология са спътници и жреци на фригийската богиня Кибела (еквивалент на Рея), като техните богослужения са се изразявали с музика и танци. Името им не е гръцко. Култът към тях има малоазийски произход. Разпространил се е в Гърция не по-рано от 7 в. пр.н.е. Според един от митовете корибантите са деца на Аполон и музата Талия. Според друга легенда в която се споменават, след като Рея скрила малкия Зевс в една пещера на остров Крит, нейните слуги и спътници – куретите и корибантите с блъскане на оръжия и щитове вдигали шум, за да заглушат плача на детето.